# La Resbala
La Resbala este o arie protejată (arie specială de conservare — SAC, sit de importanță comunitară — SCI) din Spania întinsă pe o suprafață de 590,6 ha, integral pe uscat.

## Localizare
Centrul sitului La Resbala este situat la coordonatele 28°23′04″N 16°29′15″W / 28.3845°N 16.4876°V.

## Înființare
Situl La Resbala a fost declarat sit de importanță comunitară în octombrie 1999 pentru a proteja 1 specie de plante și 2 specii de animale. Situl a fost protejat și ca arie specială de conservare în ianuarie 2010.

## Biodiversitate
Situată în ecoregiunea , aria protejată conține 5 habitate naturale: Pante stâncoase silicioase cu vegetație casmofită, Păduri de Olea și Ceratonia, Păduri macaroneziene de dafin (Laurus, Ocotea), Păduri de pin endemic canariene, Pajiști macaroneziene cu vegetație endemică.
La baza desemnării sitului se află mai multe specii protejate:
- plante (1): Woodwardia radicans
- mamifere (2): liliac cârn (Barbastella barbastellus), Plecotus teneriffae